# Regimentul 7 Călărași (1916-1918)
Regimentul 7 Călărași a fost o unitate de cavalerie de nivel tactic, care s-a constituit la 14/27 august 1916, prin mobilizarea unităților și subunităților existente la pace. Regimentul era dislocat la pace în garnizoana Brăila. :p. 337
Regimentul a făcut parte din Brigada 4 Călărași alături de Regimentul 8 Călărași, aflată în organica Corpului IV Armată. La intrarea în război, Regimentul 7 Călărași a fost comandat de colonelul Dumitru Gaicu. Regimentul 7 Călărași a participat la acțiunile militare pe frontul român, pe toată perioada războiului, între 14/27 august 1916 - 28 ocotmbrie/11 noiembrie 1918.:p. 200

## Participarea la operații

### Campania anului 1916
În campania din anul 1916 Regimentul 7 Călărași a participat la acțiunile militare în dispozitivul de luptă al Armatei de Nord, participând la ofensiva în Transilvania și prima bătălie de la Oituz. :passim:passim

### Campania anului 1917
În campania din anul 1917 Regimentul 7 Călărași a participat la acțiunile militare în dispozitivul de luptă al Armatei 2, participând la a treia bătălie de la Oituz. În această campanie, regimentul a fost comandat de colonelul Constantin Răzvan.:p. 50 :passim:passim

## Comandanți
- Colonel  Dumitru Gaicu
- Colonel  Constantin Răzvan